# Casimir Verdaguer i Torrens
Casimir Verdaguer i Torrens   (l'Espluga de Francolí, 11 de setembre de 1940) és un ex-pilot de motociclisme català, un dels pioners del trial a Catalunya a mitjan dècada de 1960 i més tard de l'enduro a la península Ibèrica. Fins a començaments de la dècada de 1970 fou un dels millors especialistes en aquesta darrera modalitat, guanyant dos Campionats estatals consecutius de Tot Terreny (nom que rebia aleshores l'enduro) i allargant la seva carrera fins que va arribar una nova generació de pilots (Narcís Casas, Toni Soler, Josep Maria Pibernat i altres), que l'acabaren rellevant dins l'equip oficial de Bultaco.
El gener del 2022, la Federació Catalana de Motociclisme li concedí el premi Legends en reconeixement de la seva trajectòria motociclista.

## Trajectòria esportiva
Anomenat familiarment Caver, Verdaguer fou pilot oficial de Bultaco durant tota la seva carrera, començant a destacar en la disciplina del trial i guanyant-ne el Campionat de Catalunya el 1966. Ben aviat canvià a l'enduro, guanyant nombroses proves estatals tot pilotant les seves Matador, model en el desenvolupament del qual jugà un important paper. Pilot de gran resistència, guanyà el seu primer campionat (el de 1968) després d'haver estat l'únic participant a aconseguir acabar la dura prova celebrada a Navacerrada, sota unes condicions climatològiques especialment adverses.
Competí també als Sis Dies Internacionals i seguí el Campionat d'Europa, on participant en la mítica Valli Bergamasche feu amistat amb diversos pilots italians. Més tard, aprofità els seus contactes amb aquests pilots per aconseguir que alguns d'ells (Franco Dall'Ara i Giuseppe Signorelli entre d'altres) participessin en els 2 Dies Internacionals Tot Terreny de L'Espluga de Francolí. Aquesta prova, organitzada pel Reial Moto Club de Catalunya, es disputà durant els anys 70 i 80 pels voltants seu poble natal, essent una de les proves d'enduro més prestigioses del calendari internacional, cèlebre per la seva duresa. D'ençà de 1971, els "2 Dies" passaren a puntuar per al Campionat d'Europa, i durant força anys el director i màxim responsable en fou el mateix Verdaguer.

## Palmarès
- 2 Campionats estatals d'enduro:
  - 1968 (Bultaco)
  - 1969 (Bultaco)